# Novouljanovsk
Novouljanovsk (ryska Новоульяновск) är en stad i Uljanovsk oblast i Ryssland. Den ligger 19 kilometer söder om Uljanovsk, vid Volgas strand. Folkmängden uppgår till cirk 15 000 invånare.

## Historia
Orten grundades 1960. Den erhöll stadsrättigheter 1967.